# Potager des Princes
Il Potager des Princes (letteralmente "Orto dei Principi"), è un parco facente parte dei vasti giardini del Castello di Chantilly, in Francia. Il 5 novembre 1975 è stato inscritto nella lista dei monumenti storici della Francia.

## Storia

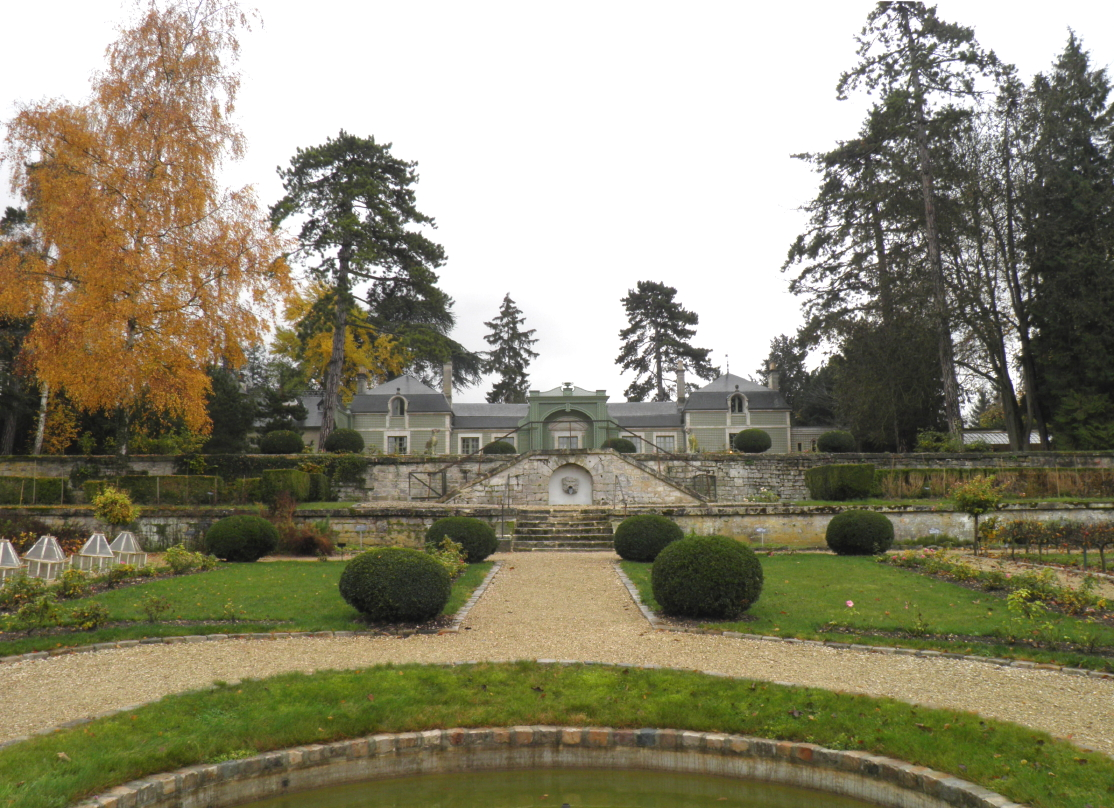
La fagianeria in autunno

Nel 1682, il Grand Condé fece costruire una fagianeria nel giardino del Castello di Chantilly, sua residenza, al fine di allevare dei fagiani per la caccia nel parco, e chiese ad André Le Nôtre di disegnarvi un giardino apposito, equilibrandovi appropriate prospettive con bacini d'acqua e terrazzamenti. Nel 1773, Luigi V Giuseppe di Borbone-Condé trasformò questa fagianeria nel Pavillon Romain ("Padiglone Romano") detto anche Salon de Rafraîchissement ("Salone dei Rinfreschi"). Nel 1793, la fattoria venne venduta come risultato delle alienazioni dei beni nazionali durante la Rivoluzione francese e rimase per i successivi 160 anni di proprietà della famiglia Chapard. Alla fine del XIX secolo qui venne istituita la prima clinica veterinaria equina che servirà da modella a quella di Alfort.
Sempre all'epoca della Rivoluzione francese, i giardini attorno alla fattoria vennero distrutti perché i suoi terreni potessero servire come coltivazioni per gli abitanti della città di Chantilly.

## La riqualificazione

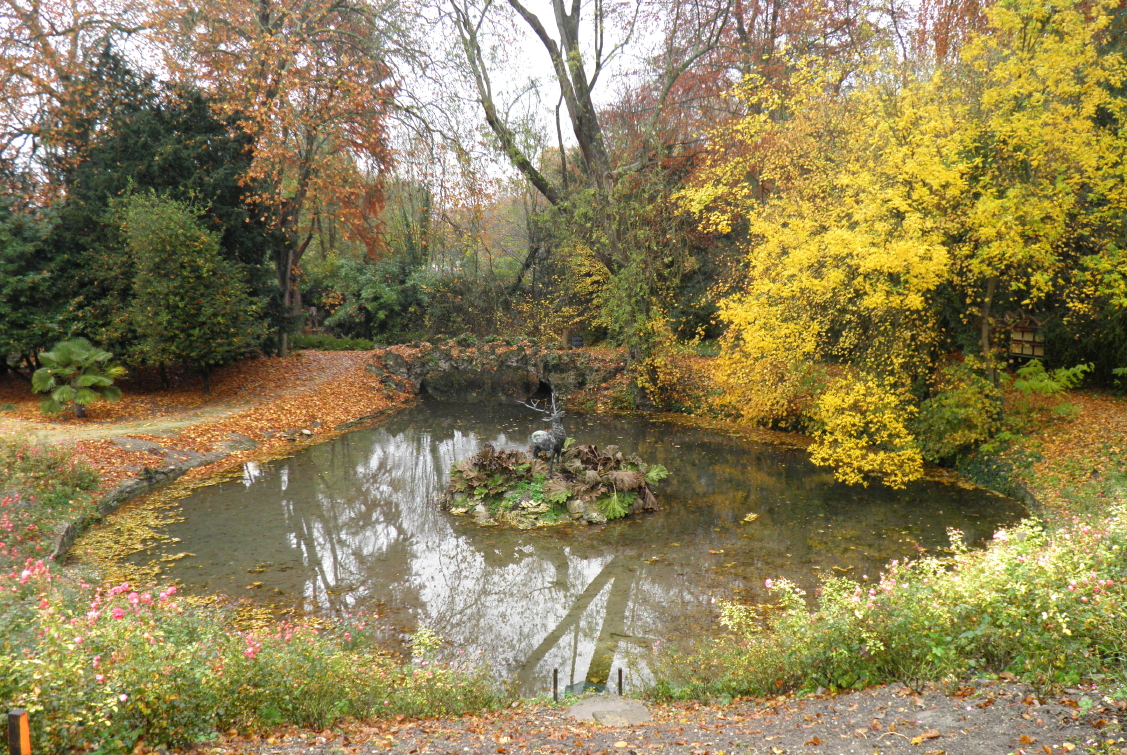
La Fontana del Cervo nel parco

All'inizio degli anni '90 del XX secolo, venne avviato un progetto di urbanizzazione che prevedeva la costruzione di 58 case sull'area dell'ex "Orto dei Principi", fortemente avversato dai vicini e dalla città. Yves Bienaimé, creatore del Museo vivente del cavallo nel Dominio di Chantilly, riuscì ad acquistare nel dicembre del 1999 sia la fagiaeria che il parco annesso. Grazie a ricerche apposite effettuate studiando le mappe ed i progetti dei secoli XVII, XVIII e XIX, Yves Bienaimé, assistito dal giardiniere Serge Saje, ha ridonato a questo parco le prospettive scomparse nel corso degli anni ed ha permesso di conservarne lo spirito. Attualmente il parco è stato riaperto al pubblico.

## Televisione
"Le potager des princes" è, dal gennaio 2013, il nome di una trasmissione televisiva educativa trasmessa su Campagnes TV, nella quale il giardiniere responsabile, Serge Saje, da consigli e raccomandazioni per la miglior conservazione del proprio giardino.